# Atena Polias

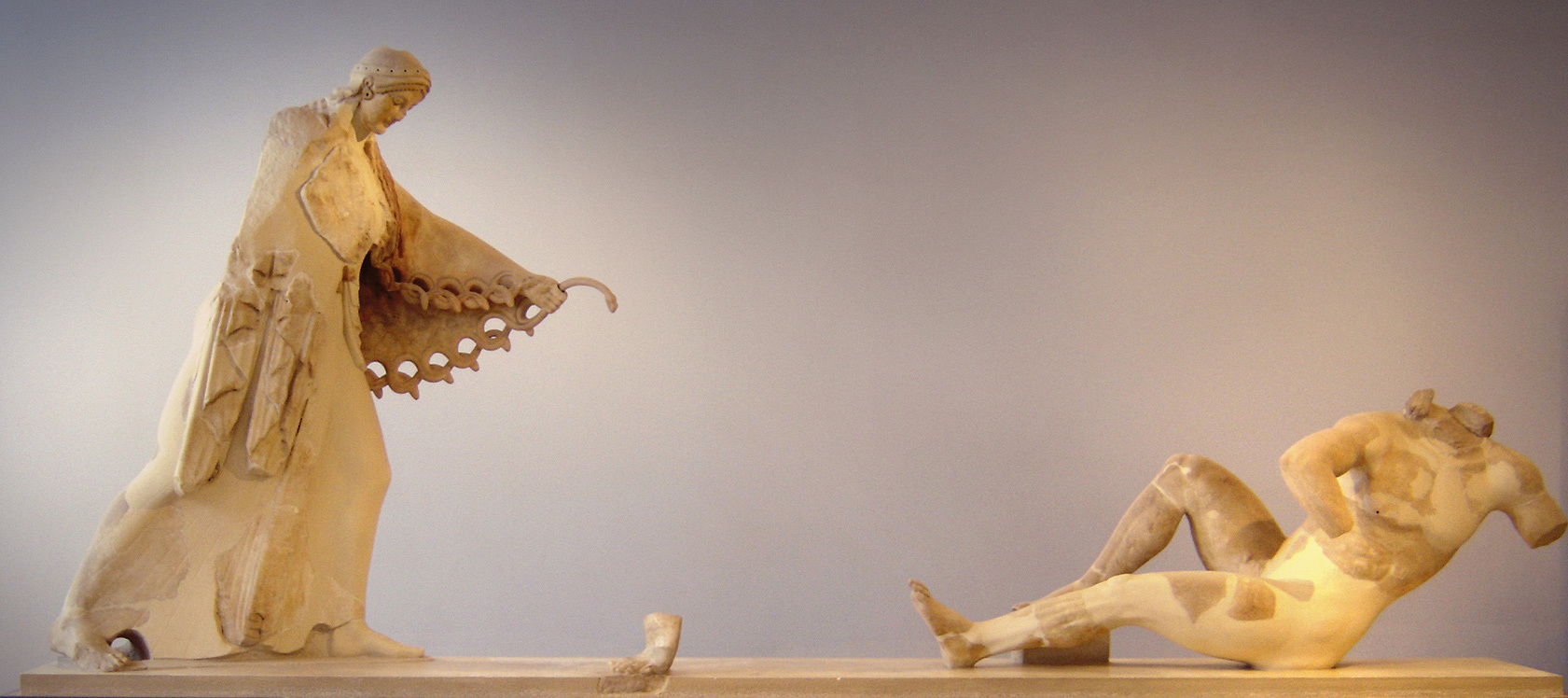
Atena Polias combatendo um gigante, remanescente da decoração do segundo templo da deusa na Acrópole de Atenas.

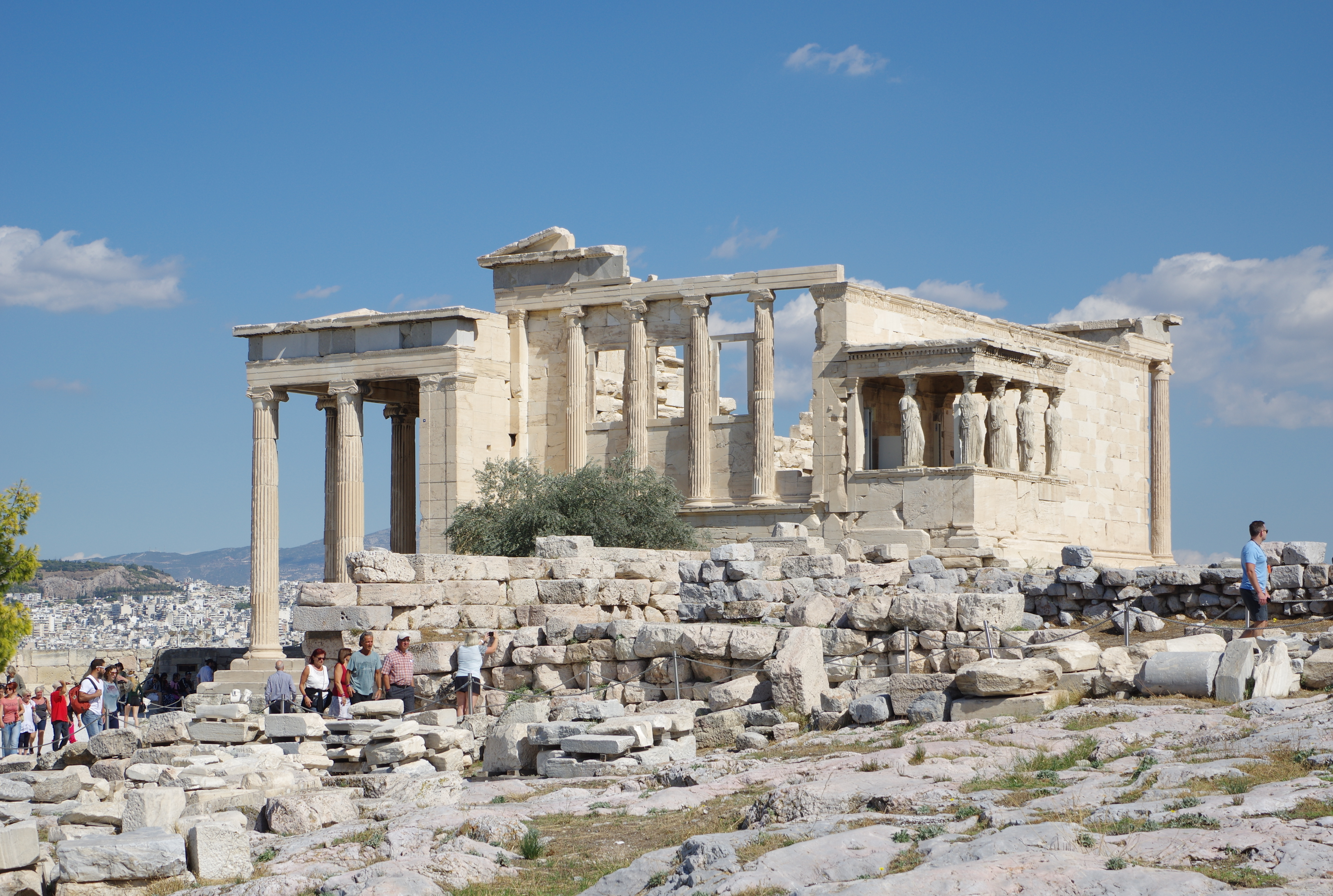
Em primeiro plano, remanescentes do suposto segundo templo de Atenas Polias. Atrás, o Erecteion.

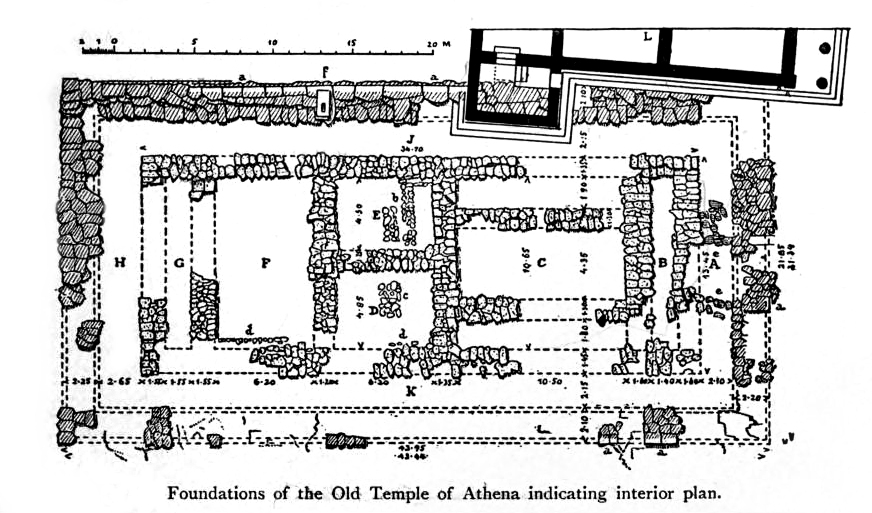
Planta das ruínas identificadas como o segundo templo.

Atena Polias é uma das manifestações da deusa grega Atena. A origem e significado da palavra polias são incertos. Atena foi muito venerada como protetora das cidades e cidadelas, e possivelmente ó termo se refira à cidade (polis), ou mais especificamente à sua cidadela ou acrópole (a partir de sua antiga denominação ptolis).
Com o epíteto Polias Atena recebeu culto em várias cidades da Grécia Antiga, entre elas Atenas, Rodes, Pérgamo, Priene, Telos, Megalópolis, Esparta, Quios, Naxos, Paros e Argos, onde também era conhecida como Atena Polioucos, "a senhora da cidade", ou Atena Akria, "a que reside nas alturas", uma referência à acrópole dessas cidades.
Seu templo mais conhecido é o de Atenas, datado de c. 525–500 a.C., construído possivelmente pelos filhos de Pisístrato para substituir ou ampliar uma edificação do século VIII a.C. citada por Homero, que por sua vez foi erguida onde antigamente se situava o palácio do rei micênico da Ática. No templo era venerada uma estátua de madeira que a tradição dizia ter caído do céu, o Paládio, e que segundo Plutarco era uma das mais antigas estátuas de culto de que se tinha notícia em toda a Grécia. Não sobreviveu nenhuma descrição precisa da estátua, e sua forma e atributos têm sido motivo de uma longa e inconclusiva controvérsia entre os especialistas. O templo foi destruído na invasão persa em 480 a.C. e depois foi parcialmente restaurado, mas incendiou em 406 a.C. Vários elementos do segundo templo foram mais tarde incorporados à muralha da acrópole, e parte de sua decoração está hoje preservada no Museu da Acrópole de Atenas.
A localização do templo é incerta e tem dado margem a muito debate. Às vezes ele é identificado com o Erecteion, mas a datação do Erecteion é posterior. É provável que fossem dois templos distintos mas contíguos. As bases e restos de decoração de um templo ao lado do Erecteion foram identificados por Wilhelm Dörpfeld em 1885 como os remanescentes do templo primitivo, e essa localização, embora não unânime, tem sido aceita pela maioria dos especialistas. Uma inscrição que tem sido largamente aceita indica que o Erecteion substituiu o templo primitivo, transformado em depósito para seu tesouro, e para lá teria sido transportado o Paládio em torno de 408-405 a.C., provavelmente na sequência do incêndio do edifício arcaico.
Ao lado do templo existia uma oliveira que se acreditava ter sido doada pela deusa quando ela e Posídon disputavam a posse da cidade, e pelos grandes benefícios produzidos pela árvore Atena teria saído vencedora da disputa. Quando Pausânias visitou Atenas disse que no templo também havia uma estátua de Hermes de madeira e vários ex-votos, incluindo um escabelo atribuído a Dédalo e espólios das batalhas persas, mas não é muito claro a qual templo ele se referia.
Em Atenas a Polias era a manifestação que recebia o principal culto da acrópole, e o tesouro do seu templo era o mais rico. Durante o festival da Plintéria o ritual de Atena Polias era interditado para os homens. A estátua era despida de seus trajes de tecido, purificada e lavada por jovens mulheres, e enquanto seu manto era lavado, a estátua era coberta por um véu. Durante o festival da Grande Panateneia a estátua era honrada com procissões, sacrifícios, doações e dedicação de ex-votos, e recebia um manto novo ricamente bordado com cenas de seu mito. Paralelamente, eram realizados banquetes, regatas, jogos atléticos, corridas de cavalos, corridas com tochas, danças, representações musicais e teatrais, brigas de galos, récitas poéticas e seminários filosóficos. O evento atraía multidões de todo o mundo grego.
Também em Priene havia um templo famoso, um dos mais significativos exemplos de arquitetura grega, datado de c. 350 a.C., tido como uma reprodução do templo de Atenas. Seu arquiteto, Pítias, escreveu um tratado onde descreveu seus princípios construtivos, que foi em parte preservado por Vitrúvio, tornando-se uma importante obra de referência para o estudo das técnicas antigas de construção e sua estética.